# ゴールデン・ゲート・パーク

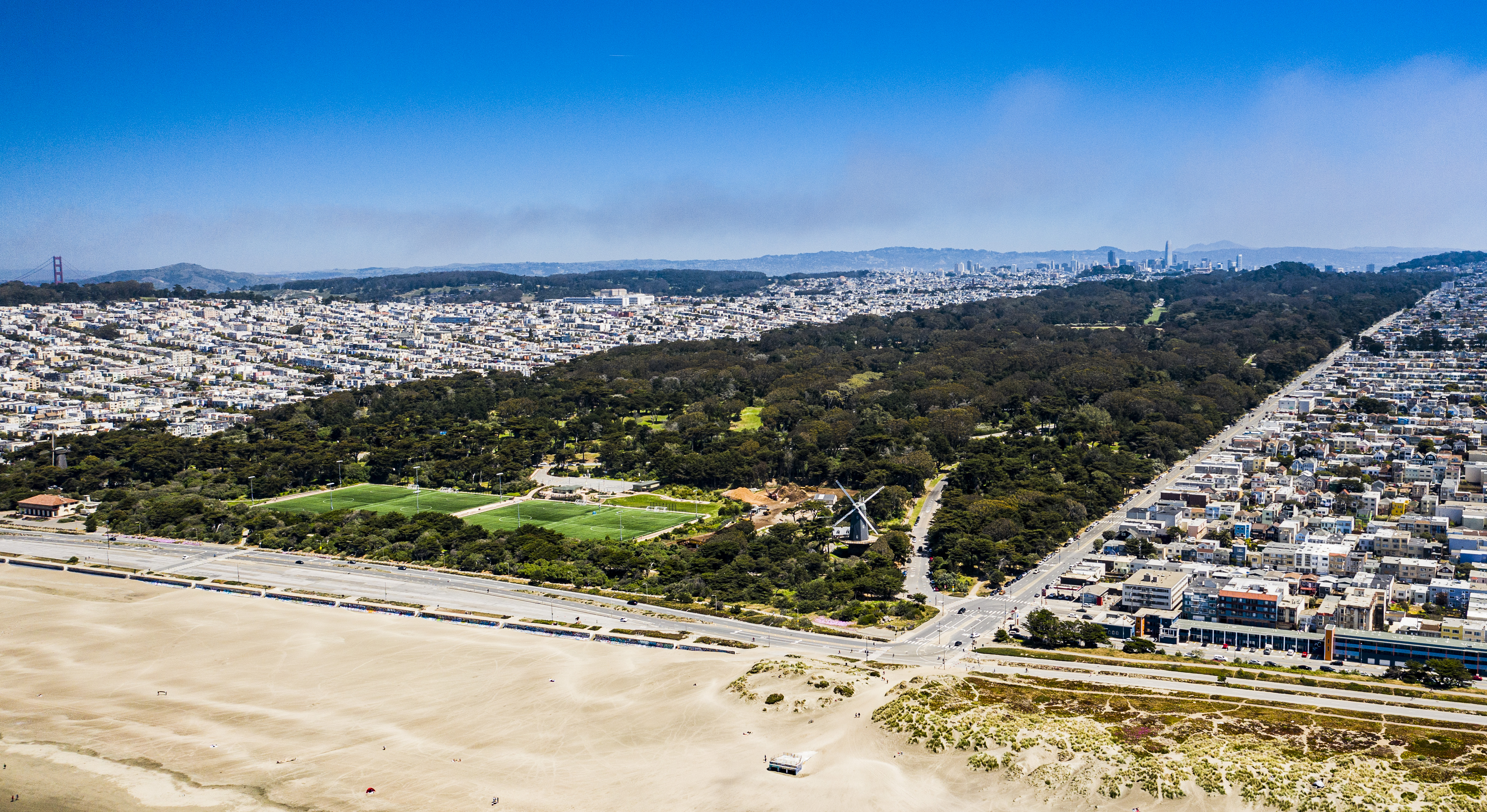
太平洋側から

ゴールデン・ゲート・パーク（英: Golden Gate Park）は、アメリカ合衆国カリフォルニア州サンフランシスコにある都市公園。ニューヨークのセントラルパークと形や規模が似ているためよく比較されるが、面積は412ヘクタールで2割ほど広い。全米の都市公園のなかで、セントラル・パーク、シカゴのリンカーン・パークに次いで3番目に利用者が多い。

## 歴史
1848年の金の発見を発端するカリフォルニア・ゴールドラッシュにより、サンフランシスコは爆発的な人口増加と建設ブームを経験した。1860年代、市街地は西に向かって拡大していたため、大規模な公園を西部地区に整備する計画が立てられた。公園は1870年に開園し、住宅地の拡大に合わせて西側に拡張された。敷地の大部分は砂丘の上にあるため、ユーカリや松、檜といった乾燥に強い樹木が植林された。1906年のサンフランシスコ地震では避難所が建設された。2004年10月15日に国家歴史登録財に登録された。

## 施設
- デ・ヤング美術館
- カリフォルニア科学アカデミー
- サンフランシスコ植物園
- ジャパニーズ・ティー・ガーデン
- 花の温室（英語版）
- ケザー・スタジアム（英語版）
- エイズ・メモリアル・グローブ（英語版）
- ミュージック・コンコース（英語版）
- ゴールデン・ゲート・パーク・スタジアム
- バイソン放牧場
- オランダ風車

## 登場作品
- 『チャップリンの駈落』
- 『上海から来た女』
- 『ハロルドとモード 少年は虹を渡る』
- 『ダーティハリー』
- 『幸せのちから』